# Den hemmelighedsfulde Kro
Den hemmelighedsfulde Kro er en dansk stumfilm fra 1913 produceret af Filmfabrikken Skandinavien efter manuskript af Niels Th. Thomsen. Filmens instruktør er ukendt.
Filmen havde dansk premiere den 18. oktober 1913 i Filmfabrikkens egen biograf Biorama. Filmen fik premiere i Finland den 9. august 1915 under titlerne Det hemlighetsfulla värdshuset og Salaperäinen majatalo.

## Handling
Denne artikel mangler et handlingsreferat. Hjælp os med at skrive det.

## Medvirkende
- Albert Nielsen